# 刘晓光 (政治人物)
刘晓光（1959年—），辽宁东钩人，汉族，中华人民共和国政治人物、第十一届全国人民代表大会四川地区代表。
毕业于西安冶金建筑学院炼钢专业。加入民盟。担任中国第二重型机械集团公司技术中心主任。2008年起担任全国人大代表。